# Skrzyczne
Skrzyczne es una montaña en el sur de Polonia, en el voivodato de Silesia, cerca de la localidad de Szczyrk. Es la montaña más alta de los  Beskides de Silesia.
Skrzyczne es uno de los picos de la llamada "corona polaca". Los alrededores de Szczyrk son accesibles por un sistema de telesilla de dos etapas. En la montaña crecen abundantes arándanos azules y éstos se recogen y se venden en las carreteras.